# Жуан I
Жуан I, Жуан Добрый или Жуан Великий (порт. João I de Portugal; 11 апреля 1357, Лиссабон — 14 августа 1433[…], Лиссабон) — король Португалии с 1385 года. Основатель Ависской династии. Был внебрачным сыном Педру I от благородной галисийской дамы Терезии Лоренцо. В 1364 году был избран Магистром Ависского ордена. Был регентом королевства Португалия с 16 декабря 1383 по 6 апреля 1385 года во время междуцарствия 1383—1385 годов.

## Правление
После смерти в октябре 1383 года короля Фернанду I, который не оставил наследника мужского пола, были приложены огромные усилия для передачи власти его единственной дочери Беатрисе (регентом выступала вдова Фернанду и мать Беатрисы — Леонор Теллеш). Как наследница, Беатриса была выдана замуж за кастильского короля Хуана I, но брак был крайне непопулярен, поскольку Португалии предстояло вследствие этих событий превратиться в кастильскую провинцию. Португальское междуцарствие 1383—1385 годов явилось периодом политической анархии и междоусобной войны между претендентами на престол, одним из которых выступил внебрачный брат умершего короля Жуан.
В конечном итоге, созванные в Коимбре кортесы провозгласили Жуана, Магистра Ависского ордена, королём Португалии (6 апреля 1385 года). Это было фактическим объявлением войны Кастилии и её претензиям на португальский трон.
Вскоре после этого кастильцы вторглись в Португалию с целью захватить Лиссабон и свергнуть Жуана I Ависского с престола.
Хуан I Кастильский был подкреплён отрядом французских рыцарей, а на стороне Жуана Ависского были 600 английских лучников. Жуан I присвоил своему коннетаблю Нуну Алварешу Перейре звание защитника королевства. Захватчикам оказано было решительное сопротивление, и они были разбиты в битве в Атолейроше и решающем сражении при Алжубарроте (14 августа 1385 года), где кастильская армия была практически уничтожена. Хуан Кастильский отступил, и трон остался за Жуаном I Ависским.
После смерти в 1390 году Хуана Кастильского, у которого не осталось детей от Беатрисы, Жуан I правил страной без войн и поощрял её экономическое развитие. Исключением была экспедиция по захвату мусульманского города Сеута на африканском побережье в 1415 году. После этого военного успеха большой стратегической важности для мореплавания к берегам Африки Жуан Ависский вернулся к политике поддержания мира.

## Наследие
Современные летописцы описывают Жуана I как проницательного человека, ревнивого к тому, чтобы держать власть рядом с ним, но в то же время доброжелательного.

## Семья
В 1387 году Жуан I женился на Филиппе Ланкастерской, дочери Джона Гонта, который выступил верным союзником, скрепив тем самым альянс Англии и Португалии, который продлился до XX века.
От этого брака родились:
- Бланка (1388—1389);
- Афонсу (1390);
- Дуарте I (1391—1438), король Португалии в 1433—1438 годах;
- Педру (1392—1449), герцог Коимбры;
- Энрике (1394—1460), герцог де Визеу, вошедший в историю как Энрике (Генрих) Мореплаватель;
- Изабелла (1397—1471), супруга герцога Бургундии Филиппа III;
- Бранка (1398);
- Жуан (1400—1442) - магистр Ордена Сантьяго (1418—1442) и коннетабль Португалии (1431—1442).;
- Фердинанд (1402—1443), магистр ордена Ависа.

Король также имел внебрачных детей от своей давней любовницы Инес Перес Эстевес:
- Альфонс I (1377—1461) граф Барселуш, с 1442 года герцог Браганса;
- Беатрис (ок. 1386 — 25 октября 1439), 1-й муж с 1405 года Томас Фиц-Алан (1381—1415), 12-й граф Арундел (1399—1415), 2-й муж с 1432 года Джон Холланд (1395—1447), 2-й герцог Эксетер (1439—1447)